# Parco nazionale Stabbursdalen
Il parco nazionale Stabbursdalen è un parco nazionale della Norvegia, nei comuni di Porsanger e Kvalsund nella contea di Finnmark. È stato istituito nel 1970 e ampliato nel 2002, occupa una superficie di 747 km².